# Christelle Wahnawe
Christelle Wahnawe (* 14. Februar 1983 in Nouméa) ist eine neukaledonische Fußballspielerin.

## Leben

### Karriere
Wahnawe startete ihre Karriere 2003 in Frankreich mit dem Omnisports et Loisirs Croix Blanche Angers. Ein Jahr später kehrte sie nach Neukaledonien heim und spielte für drei Jahre bei OMS Païta, bevor sie 2007 zu Omnisports et Loisirs Croix Blanche Angers zurückkehrte.

### International
Wahnawe ist aktuelle Spielerin der Neukaledonische Fußballnationalmannschaft der Frauen. Sie wird ihr Heimatland bei den Pazifikspielen 2011 vertreten.